# شبه جزيرة تسيمبسين
شبه جزيرة تسيمبسين هي شبه جزيرة في منطقة ساحل كولومبيا البريطانية على الساحل الشمالي لكولومبيا البريطانية، وتمتد بين مسار تشاثام وقناة العمل، وتمتد جنوبًا إلى نهر سكينا.

## الاسم
الاسم هو اسم شعوب تسيمشيان، وقد تم منحه في عام 1927 من قبل مجلس الأسماء الجغرافية في كندا، الذي لاحظ تنوع التهجئة المستخدمة آنذاك، مثل "تسيمشين، تيمشيان، شيمسين، تسيمبسيان، تسيمب-شيان، شيمسيان" قبل أن يستقر على هذا. يفصل ممر أبردين وممر إليانور شبه الجزيرة عن جزر سميث ودي هورسي، التي تقع في الجنوب مباشرة، ومثل المياه الأخرى في المنطقة فهي جزء من مصب نهر سكينا.

## النظم البيئية
تنقسم شبه جزيرة تسيمبسين إلى نظامين بيئيين رئيسيين:
تتميز الأراضي المنخفضة الساحلية بتضاريس منخفضة، وتناوب الصخور والمسك. تشمل الحياة البرية البارزة المرتبطة بهذا الموطن رافعات ساندهيل، وإوز كندا، وشنقب ويلسون، وغزال سيتكا، والذئاب، والدب الأسود.
تتكون المرتفعات الوسطى من جبال وعرة تغطيها النباتات الجبلية والغابات الممطرة المعتدلة. تشمل الحياة البرية البارزة المرتبطة بهذا الموطن الغزلان والنسر الأصلع والطيهوج والسنجاب والسمور.